# James Bannatyne
James Bannatyne (* 30. Juni 1975 in Lower Hutt) ist ein ehemaliger neuseeländischer Fußballtorhüter, der seit 2006 beim Team Wellington aktiv ist und seit 2001 in der Neuseeländischen Fußballnationalmannschaft spielt. Er gewann mit der Auswahl seines Heimatlandes den OFC-Nationen-Pokal 2002, als er in der 58. Minute für Jason Batty eingewechselt wurde.

## Karriere
1988 bis 1997 spielte Bannatyne bei einem Amateurverein aus Petone, einem Vorort seines Geburtsortes Lower Hutt in Neuseeland. Nach neun Jahren wechselte er zu den Miramar Rangers aus einem Vorort von Wellington. Dort spielte er bis 2001 und unterschrieb im Sommer dieses Jahres einen Vertrag bei den Football Kingz aus Auckland. 2002 folgte ein kurzes Engagement bei den Miramar Rangers, anschließend spielte er erneut für die Football Kingz. 2005 wechselte Bannatyne zu Canterbury United, seit Sommer 2006 spielt er beim Team Wellington. Für Aufsehen sorgte er im Februar 2009, als er im Spiel gegen Canterbury United einen Freistoß 15 Meter hinter der Mittellinie ausführte und diesem direkt ins Tor verwandelte.
Für die Nationalmannschaft seines Landes stand Bannatyne zwischen 2001 und 2002 dreimal im Tor, 2002 konnte er den OFC-Nationen-Pokal gewinnen. Er wurde sowohl für den Konföderationen-Pokal 2009 als auch für die Fußball-Weltmeisterschaft 2010 in Südafrika als dritter Torhüter im neuseeländischen Team nominiert, kam aber weder bei den Turnieren noch in der Qualifikation zum Einsatz.

## Erfolge
- OFC-Nationen-Pokal:
  - 2002